# Уртишки (Ивьевский район)
Уртишки (бел. Урцішкі) — деревня в составе Ивьевского сельсовета Ивьевского района Гродненской области Белоруссии.

## История
Согласно письменным источникам известно с XVI в. как село Ивьевской волости Ошмянского уезда Виленского воеводства. В 1598 году Юршанятском войтовстве, 40 дымов, 15 валок земли, в составе имения Ивье Кишков. В 1634 году 46 дымов, 21 волока земли. В Литовской метрике упоминается имение Уртишки. В 1690 году в нем 1 дым, собственность С Красовского. В 1-й пол. XVIII в. собственность С. Маскевича, затем Я. Рамбовского, воеводы речицкого. В 1735 году ему принадлежало 2,5 дыма.
В XIX—XX вв. деревня и застенок в Ивьевской волости Ошмянского уезда Виленской губернии. В 1961 году в деревне 141 ревизская душа, в застенке — 5 ревизских душ. Относились к поместью Ивье Замойских. Центр Уртишковского сельского товарищества. В 1885 году 64 двора, 512 жителей, питейный дом. В 1897 году в деревне 70 дворов, 418 жителей, в застенке 4 двора, 24 жителя. В 1909 году в деревне 100 дворов, 552 жителя, 633 десятины земли, в застенке 5 дворов, 19 жителей, 15,5 десятин земли. В 1921—1939 гг. в Ивьевской гмине Воложинского, затем Лидского уездов Новогрудского воеводства Польши. В 1921 году в деревне 89 дворов, 479 жителей, в застенке 5 дворов, 27 жителей.
С 12.10.1940 г. деревня (96 дворов, 539 жителей) и застенок (6 дворов, 26 жителей) в Дробышевском сельсовете Ивьевского района. Работала семилетняя школа.
С 25.06.1941 г. по 07.07.1944 г. оккупирована немецко-фашистскими захватчиками.
В 1951 году создан колхоз «Победа». С 1953 г. в колхозе «Новая жизнь». С 16.07.1954 г. в Лукашинском, с 1959 г. в Ивьевском сельсоветах. Работала базовая школа, клуб, магазин, производственно-технический цех по обработке местного сырья.
В 1999 году 86 дворов, 173 жителя.

## Достопримечательности
- Геодезический пункт дуги Струве «Ивье» в 2 км на юго-запад от деревни. Памятник истории, 1827 год. Имеет статус историко-культурной ценности с 2007 года, согласно постановлению Совета Министров Республики Беларусь от 14.05.2007 г. № 578. Шифр 410Д000001.